# 危險情人 (1992年電影)
《危險情人》是1992年上映的一部香港動作電影，由導演麥當傑執導，成龍監製，由郭富城、袁潔瑩、梁家仁、劉青雲、徐錦江及倪雪主演。

## 劇情
阿漢（徐錦江 飾）、官、Bonnie（苑瓊丹 飾）、希為銀行劫匪，他們搶劫了一輛運鈔車，在搶劫的過程被小警員王家輝（郭富城 飾）目睹，他不停開槍打四名劫匪的電單車，但只打中官，官於是被扣留。漢得知同伴被扣留，居然冷血地走進警署，在眾目睽睽之下槍殺官以令他不會爆出其為首領。基於案情較嚴重，警署交給家輝及女警員李美珊調入重案組協助調查。兩人在本案和劉警司及馬警司合作，一次，家輝順藤摸瓜至某卡拉OK廳，遇見歌手阿敏（袁潔瑩 飾），家輝對其一見鈡情，但卻發現在敏家的一位男子和本案有関......

## 角色
| 演員   | 角色       | 粵語配音 | 備註               |
| 郭富城 | 王家輝     | 黃志成   | 小警員，美珊之同伴 |
| 袁潔瑩 | 阿敏       | 何錦華   |                    |
| 梁家仁 | 馬警司     | 黃子敬   | 警探，劉警司之冤家 |
| 劉青雲 | 劉警司     | 馮永和   |                    |
| 徐錦江 | 阿漢／老大 | 黃子敬   | 劫案首領，性格冷血 |
| 倪雪   | 李美珊     | 龍寶鈿   |                    |
| 苑瓊丹 | Bonnie     | 曾秀清   | 劫案同黨           |
| 安德尊 |            |          |                    |
| 吳青謀 |            |          |                    |
| 邵傳勇 |            |          |                    |

## 外部連結
- 香港影庫上《危險情人》的資料（繁體中文）
- 豆瓣电影上《危險情人》的資料 （简体中文）
- 互联网电影数据库（IMDb）上《危險情人》的资料（英文）